# Cristopher Vallejos
Cristopher Vallejos Carrera (Copiapó, Chile, 8 de mayo de 2001) es un futbolista chileno. Se desempeña como volante y actualmente milita en Deportes Copiapó de la Primera División de Chile.

## Trayectoria

### Deportes Copiapó
Formado en las inferiores de Club de Deportes Copiapó, participó como cadete en la sub-15, sub-17 y sub-21 defendiendo al equipo.
En la temporada 2021, Erwin Durán director técnico del primer equipo del Campeonato Nacional Ascenso Betsson 2021, lo presentó en algunas nóminas para estar como suplente aunque sin participación.

## Estadísticas
| Club                     | Div.          | Temporada     | Liga  | Liga  | Copas nacionales | Copas nacionales | Torneos internacionales | Torneos internacionales | Total | Total |
| Club                     | Div.          | Temporada     | Part. | Goles | Part.            | Goles            | Part.                   | Goles                   | Part. | Goles |
| ------------------------ | ------------- | ------------- | ----- | ----- | ---------------- | ---------------- | ----------------------- | ----------------------- | ----- | ----- |
| Deportes Copiapó · Chile | 2.ª           | 2021          | 10    | 0     | 1                | 0                | —                       | —                       | 11    | 0     |
| Deportes Copiapó · Chile | 2.ª           | 2022          | 22    | 0     | 1                | 0                | —                       | —                       | 23    | 0     |
| Deportes Copiapó · Chile | Total club    | Total club    | 32    | 0     | 2                | 0                | 0                       | 0                       | 34    | 0     |
| Total carrera            | Total carrera | Total carrera | 32    | 0     | 2                | 0                | 0                       | 0                       | 34    | 0     |
| 1. 2.                    |               |               |       |       |                  |                  |                         |                         |       |       |